# Bactrocera abdonigella
Bactrocera abdonigella
 es una especie de díptero que Drew describió por primera vez en 1971. Bactrocera abdonigella pertenece al género Bactrocera de la familia Tephritidae.